# Ugo Veniero D'Annunzio
Ugo Veniero D'Annunzio (Roma, 22 settembre 1887 – New York, 22 aprile 1945) è stato un ingegnere e imprenditore italiano naturalizzato statunitense.

Stemma di Casa D'Annunzio

Terzogenito di Gabriele D'Annunzio, dal 1917 alla morte visse e lavorò negli Stati Uniti.

## Biografia

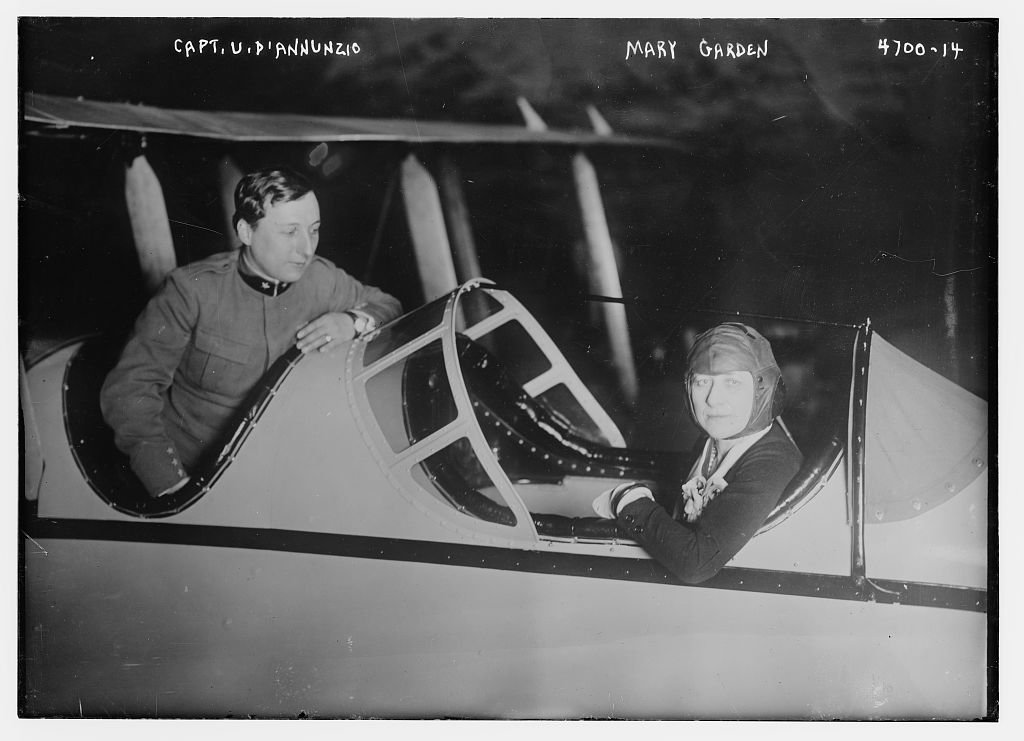
Ugo Veniero D'Annunzio (1887-1945) e Mary Garden nel 1918

Ugo Veniero D'Annunzio era il terzogenito di Gabriele D'Annunzio e dell'aristocratica romana Maria Hardouin di Gallese che il poeta, appena ventenne, aveva sposato nel 1883. All'epoca circolarono voci, rivelatesi poi false, che egli fosse il frutto di una relazione adulterina della Gallese col defunto senatore Vincenzo Morello-Rastignac e che D'Annunzio lo sapesse e che per questo si distaccò dalla moglie. 
Dei figli di Gabriele D'Annunzio, nati entro e fuori del matrimonio, Veniero fu quello ad avere la carriera di maggior successo e a ereditarne i tratti più avventurosi. Trascorsa l'infanzia e l'adolescenza a Roma e quindi a Parigi e Zurigo, si laureò in ingegneria meccanica al Politecnico di Zurigo nel 1909, lavorò in Svizzera e in Italia dove nel 1914 fu chiamato sotto le armi. Prestò servizio presso le officine Caproni nella sezione aeronautica e congedato come capitano dopo l'armistizio, fu capo della missione inviata dalla ditta a Detroit negli Stati Uniti nel 1917-19. Rientrato per qualche tempo in Italia, fu assunto come disegnatore dalla ditta automobilistica Isotta-Fraschini tornando negli Stati Uniti come rappresentante della stessa.
Nel 1928 divenne il Direttore e vice presidente della American Aeronautical Corporation di Enea Bossi, contribuendo al successo dell'azienda. Nel 1930 divenne cittadino americano.
Nonostante la possibile dubbia relazione di figliolanza, mantenne sempre un rapporto molto stretto con Gabriele D'Annunzio che tornò spesso a visitare e con il quale fu in costante e affettuoso rapporto epistolare dall'America, anche se mai si concretizzò il suo sogno di vederlo visitare gli Stati Uniti.
Accanto all'attività imprenditoriale, Ugo Veniero svolse un forte impegno politico a sostegno del nazionalismo italiano, dapprima a sostegno del padre come una delle celebrità, assieme a Enrico Caruso e Giovanni Caproni, presenti al grande raduno del 1920 al City College Stadium di New York che attrasse migliaia di persone a celebrare l'anniversario dell'impresa di Fiume. Ancora più diretto diventerà il suo impegno, soprattutto negli anni trenta, come coordinatore di fatto delle attività propagandische del regime fascista negli Stati Uniti tutte incentrate sul sostegno ai sentimenti e all'orgoglio nazionalistico degli immigrati italiani.
Morì nel 1945 a New York.